# Victor Laboissière
Victor Laboissière (Montargis, 20 september 1875 - Parijs, 4 mei 1942) was een Frans entomoloog.
Victor Laboissière werd geboren in Montargis in het departement Loiret, Frankrijk in 1875. Laboissière werkte als entomoloog vooral op het gebied van de coleoptera (kevers) en hij was gespecialiseerd in de groep van de bladhaantjes (chrysomelidae). In 1935 was hij voorzitter van de Société entomologique de France. Zijn verzameling van Galerucinae  bevindt zich in het Zoologisches Museum Hamburg.
- Gemeinsame Normdatei: 128117265
- International Standard Name Identifier: 0000 0003 9822 2092
- Nederlandse Thesaurus van Auteursnamen: 16066716X
- Système universitaire de documentation: 164023003
- Virtual International Authority File: 214458927
- WorldCat: E39PBJkHpDG6JKRHjpM9Pm7WDq